# Leptopelis yaldeni
Leptopelis yaldeni es una especie de anfibios de la familia Arthroleptidae.
Es endémica de Etiopía.
Su hábitat natural incluyepraderas a gran altitud y ríos.
Está amenazada de extinción por la pérdida de su hábitat natural.